# Poganovo, Dimitrovgrad
Poganovo (izvirno srbsko Поганово) je naselje v Srbiji, ki upravno spada pod Občino Dimitrovgrad; slednja pa je del Pirotskega upravnega okraja.

## Demografija
V naselju živi 77 polnoletnih prebivalcev, pri čemer je njihova povprečna starost 70,6 let (66,6 pri moških in 74,4 pri ženskah). Naselje ima 48 gospodinjstev, pri čemer je povprečno število članov na gospodinjstvo 1,54.
Prebivalstvo je večinoma nehomogeno.
|  |

| Demografija | Demografija     | Demografija     |
| Leto        | Št. prebivalcev | Št. prebivalcev |
| ----------- | --------------- | --------------- |
|             |                 |                 |
|             |                 |                 |
|             |                 |                 |
|             |                 |                 |
| 1948        | 1067            |                 |
| 1953        | 1082            |                 |
| 1961        | 763             |                 |
| 1971        | 449             |                 |
| 1981        | 266             |                 |
| 1991        | 133             | 133             |
| 2002        | 77              | 77              |
|             |                 |                 |

| Etnična sestava po popisu iz leta 2002 | Etnična sestava po popisu iz leta 2002 | Etnična sestava po popisu iz leta 2002 | Etnična sestava po popisu iz leta 2002 | Etnična sestava po popisu iz leta 2002 |
| -------------------------------------- | -------------------------------------- | -------------------------------------- | -------------------------------------- | -------------------------------------- |
| Bolgari                                | Bolgari                                |                                        | 43                                     | 55,84%                                 |
| Srbi                                   | Srbi                                   |                                        | 25                                     | 32,46%                                 |
| Jugoslovani                            | Jugoslovani                            |                                        | 2                                      | 2,59%                                  |
| Neznano                                | Neznano                                |                                        | 1                                      | 1,29%                                  |